# Apanteles valvulae
Apanteles valvulae är en stekelart som beskrevs av Rao och Kurian 1951. Apanteles valvulae ingår i släktet Apanteles och familjen bracksteklar. Inga underarter finns listade i Catalogue of Life.